# Jean-Pierre Kahane
Pour les articles homonymes, voir Kahane.
Jean-Pierre Kahane est un mathématicien français, né le 11 décembre 1926 à Paris (France) et mort le 21 juin 2017 dans la même ville. Homme de science engagé, son œuvre recouvre diverses branches de l'analyse mathématique : analyse harmonique, fonctions holomorphes et traitement du signal.

## Biographie

### Parcours
Ancien élève de l'École normale supérieure (promotion 1946), il a été professeur de mathématiques à l'Université de Montpellier.
En 1958, il participe à la création du Département de Mathématiques de la Facultés des sciences d'Orsay, avec Hubert Delange, Jacques Deny, et devient professeur à Paris-Sud. 
Ses spécialités mathématiques sont l'analyse harmonique, la théorie du chaos et le mouvement brownien. 
Il est président de l'université Paris-Sud de 1975 à 1978, et devient membre de l'Académie des sciences (section mathématique) le 5 janvier 1999.
Il a été le président de la Mission interministérielle de l’information scientifique et technique (MIDIST) de 1982 à 1986, et de la Commission internationale de l'enseignement mathématique de 1983 à 1989.
Il a été président de l'Union rationaliste de 2001 à 2004.
Il était membre du comité de parrainage de l'Association française pour l'information scientifique (AFIS) et de sa revue Science et pseudo-sciences.
Il est le directeur de Progressistes, la revue du Parti communiste français consacrée aux sciences, au travail et à l'environnement. Entré au PCF en 1946, il y restera toute sa vie et participe au comité central du parti de 1979 à 1994. En mai 2017, il écrit dans L'Humanité : « Les progrès des sciences, les progrès en médecine, tous les progrès auxquels nous pouvons penser traduisent et aggravent les inégalités dans le monde. Ils pourraient être au bénéfice de tous, ils sont d’abord au service des riches et des puissants ».
Le 1er mai 2017, il signe avec d'autres scientifiques un texte appelant à voter en faveur d'Emmanuel Macron lors du second tour de l'élection présidentielle de 2017, afin de « barrer la route au pire », représenté par Marine Le Pen.
Le 18 décembre 2018 a lieu une journée spéciale en hommage à Jean-Pierre Kahane et à son œuvre à l'Académie des sciences. Un autre hommage avait eu lieu de la part de la direction du PCF, les 6 et 7 avril 2018, à l'Espace Oscar Niemeyer.

### Vie privée
Jean-Pierre Kahane est le fils du biochimiste Ernest Kahane et de la chimiste Marcelle Wurtz, ainsi que le frère du cinéaste Roger Kahane et du physicien André Kahane.
Il a épousé Agnès Kaczander le 11 juillet 1951, avec laquelle il a eu trois filles, Geneviève, Françoise et Catherine. Son épouse est décédée en 2014.
Jean-Pierre Kahane, alors âgé de 14 ans, est arrêté par les Allemands lors de la rafle dite "des notables", à la place de son père. Du fait de l'erreur liée son âge, il est libéré et rentre tout seul à Paris.

## Distinctions

### Prix
- 1972 : Prix Servant
- 1980 : Prix de l'État
- 1995 : Médaille Émile-Picard

### Décorations
- 2016 :  Grand officier de la Légion d'honneur[12] ; Commandeur en 2002[13] ; Officier en 1995[14]; Chevalier en 1985.

## Publications scientifiques
- Sur quelques problèmes d'unicité et de prolongement, relatifs aux fonctions approchables par des sommes d'exponentielles, thèse de doctorat, sous la direction de Szolem Mandelbrojt, Faculté des sciences de Paris, 1954.
- Albert Einstein, avec Albert Châtelet et Évry Schatzman, Les Cahiers rationalistes, 1955.
- Satellites artificiels, avec Michel Hénon et François Le Lionnais, Les Cahiers rationalistes, 1957.
- Lectures on mean periodic functions, Bombay, Tata Institute, 1959.
- Ensembles parfaits et séries trigonométriques, avec Raphaël Salem, Hermann, 1963.
- Séries trigonométriques absolument convergentes, Springer, 1970.
- Notice sur les titres et travaux scientifiques de Jean-Pierre Kahane, Académie des sciences, 1981.
- Some random series of functions, Heath, 1968, 2e édition revue et augmentée, Cambridge, 1985.
- Aperçu sur l'influence de l'école mathématique polonaise (1918-1939), Paris, 1992.
- Séries de Fourier et ondelettes, avec Pierre-Gilles Lemarié-Rieusset, Cassini, 1998.
- Académie, école et mathématiques, Repères-IREM 53, 2006, pages 56-64.
- Selected works, Kendrick press, 2009.
- Science et culture, repères pour une culture scientifique commune, avec Jacques Haissinsky, Hélène Langevin-Joliot et Évariste Sanchez-Palencia, Editions Apogée, Rennes, 2015.